# Luze
 Luze  es una población y comuna francesa, situada en la región de Franco Condado, departamento de Alto Saona, en el distrito de Lure y cantón de Héricourt-Est.

## Demografía
| 333 | 475 | 530 | 565 | 596 | 691 | 728 |
| Para los censos de 1962 a 1999 la población legal corresponde a la población sin duplicidades (Fuente: INSEE [Consultar]) |     |     |     |     |     |     |